# Emulace hostitelské karty
Emulace hostitelské karty (anglicky Host card emulation, HCE) je softwarová architektura, která de facto nahrazuje elektronické průkazy totožnosti (pro vstup, přepravu, bankovní karty) pouze pomocí software. HCE pomohla odstranit vysoké počáteční investiční náklady a složité partnerské vztahy nutné k implementaci technologie NFC. Tím umožnila firmám vyvíjet aplikace pro mobilní platby, bezpečnou komunikaci atd.

## Historie
Termín "host card emulation" vytvořili v roce 2012 Doug Yeager a Ted Fifelski, zakladatelé SimplyTapp, Inc. Popsali otevření komunikačního kanálu mezi bezkontaktním platebním terminálem a vzdáleně hostovaným bezpečnostním terminálem obsahujícím data platební karty. Tento mechanismus umožnil uskutečnit platební transakce prostřednictvím POS terminálu. Novou technologii autoři implementovali na operačním systému Android.
Google HCE na Androidu podporoval, protože doufal v rychlé rozšíření své mobilní peněženky Google Wallet v mobilních sítích. Ale i přesto, že se HCE stala součástí Android, potřebovaly banky ještě podporu HCE od karetních asociací. Na Světovém mobilním kongresu v roce 2014 oznámily společnosti Visa a MasterCard technologii HCE svoji podporu.
První bankou, která zavedla HCE do komerčního provozu, byla v prosinci 2014 Royal Bank of Canada (RBC).

## Použití
Architektura HCE umožňuje přenos informací mezi terminálem, poskytujícím radiový přenos NFC, a aplikací mobilního telefonu s NFC, imitující bezdrátovou platební kartu. HCE vyžaduje směrování NFC protokolu přímo do operačního systému mobilního zařízení místo do hardwarového bezpečnostního prvku (SE čip), který by měl jen základní funkce platební karty.
S pomocí HCE může na zařízení Android od verze 4.4 každá aplikace emulovat NFC čipové karty, což umožňuje uživatelům volit transakce s aplikací dle jejich vlastního výběru. Aplikace mohou také fungovat ve čtecím módu a fungovat tak jako čtecí zařízení bezdrátových karet.
Anglická wiki popisuje použití HCE systémem BlackBerry a operačním systémem CyanogenMod. Firma Microsoft oznámila podporu HCE NFC plateb od Windows 10.